# Федералізація Ємену
Федералізація Ємену - запропоноване перетворення Ємену з унітарної на федеративну державу. Через значні економічні, релігійні, політичні та історичні відмінності між північною та південною частинами, а також між південними та східними регіонами країни, федералізація була поширеною і суперечливою пропозицією для вирішення регіоналістських суперечностей з моменту об'єднання країни в 1990 р. Вона може також поширитися на союз Південної Аравії з Хадрамаутом в 1967 р.

## Рання історія
У 1962 році британський Аденський протекторат був перетворений на Федерацію Південної Аравії, яка спочатку включала 15 штатів, після того, як Протекторат Південна Аравія (Східний) відмовився приєднатися до нового федерального об'єднання. У 1967 році країна стала Південним Єменом, унітарною державою. Після об'єднання Південного Ємену з Північним у 1990 році новий уряд швидко розділився в питанні децентралізації: Єменська соціалістична партія висловилася на підтримку федеративного устрою, тоді як Загальний народний конгрес виступив проти нього.  Хоча врешті-решт було досягнуто домовленості про децентралізацію країни, після початку громадянської війни в 1994 році вона була значною мірою відкинута. Децентралізація продовжувала набувати популярності серед членів єменської опозиції, а опозиційна коаліція, відома під назвою « Партії спільних зустрічей », висловила зацікавленість у федералізмі у 2009 році.

## План Гаді
Конференція з національного діалогу 2013-2014 років дійшла висновку, що Ємен прийме федералізм у спробі розв'язати політичну кризу, яка почалася з єменської революції 2011 року. За федеративного устрою офіційна назва Ємену стане Федеративна Республіка Ємен. Комітет, організований президентом Ємену Абд Раббо Мансур Гаді, визначив, що Ємен буде розділений на шість федеральних регіонів: Азаль, Саба, Тігама, Аден, Джанад і Хадрамаут. Азаль, Саба, Джанад і Тігама були б північними провінціями, тоді як Аден і Хадрамаут були б південними. Сана, столиця, мала стати федеральним містом і не входила б до складу жодного регіону. Аден, колишня столиця Південного Ємену, став би частиною Аденського регіону, але мав би особливі законодавчі та виконавчі повноваження. Кожен регіон мав бути поділений на штати, які б зайняли місце існуючих губернаторств Ємену. Висновки конференції лягли в основу нової конституції, яка мала бути винесена на референдум у 2015 році.
План створення федерації з шести регіонів отримав міжнародну підтримку, але був засуджений багатьма всередині Ємену. Південний рух підозрював, що поділ півдня на два регіони був спробою налаштувати південних сепаратистів один проти одного; вони віддавали перевагу поділу на два регіони між північчю і півднем. Зейдитська еліта в регіоні Азаль залишилася б без природних ресурсів, тоді як малонаселені регіони Саба і Хадрамаут отримали б майже всі природні ресурси країни . Тим часом хусити були обурені тим, що цей план позбавив би їхню рідну провінцію Саада виходу до моря. Референдум щодо нової федеральної конституції був відкладений на невизначений термін через загострення громадянської війни в Ємені у 2015 році. Деякі коментатори називають план федералізації Гаді однією з головних причин громадянської війни.
20 червня 2023 року було сформовано Національну раду хадрамі, що ознаменувало перші кроки трансформації.
| Федеральний регіон | Прапор | Губернії                                       |
| ------------------ | ------ | ---------------------------------------------- |
| Аден               |        | Аден, Аб'ян, Лахдж, Ед-Даля                    |
| Азаль              |        | Сана, Амран, Дамар, Саада                      |
| Хадрамаут          |        | Хадрамаут, Ель-Махра, Шабва, Архіпелаг Сокотра |
| Джанад             |        | Таїз, Ібб                                      |
| Шхейба             |        | Маріб, Ель-Бейда, Ель-Джауф                    |
| Тіхама             |        | Ходейда, Рейма, Ель-Махвіт, Хадджа             |